# Челебадзе Гіоргі Ревазович
Гіоргі Ревазович Челебадзе (груз. გიორგიჩ ჩელებაძე; нар. 1 січня 1992, Кобулеті, Грузія) — грузинський футболіст, нападник.

## Клубна кар'єра
Гіоргі Кобуладзе народився 1 січня 1992 року в місті Кобулеті. Розпочинав грати в футбол у спортивній школі рідного міста. Перший тренер — Мераб Мжаванадзе. Потім виступав за команду 35-ї школи (Тбілісі). Також виступав за академію «Олімпі» (Тбілісі).
Напередодні сезону 2007/08 років приєднався до клубу «Динамо» (Батумі), в складі якого зіграв 1 поєдонок у вищому дивізіоні грузинського чемпіонату. З жовтня 2009 року виступав за дублюючий склад одеського «Чорноморця», в складі якого в першості дублерів зіграв 7 матчів. Наступного сезону почав залучатися до матчів першої команди. За першу команду дебютував 1 серпня 2010 року в нічийному (1:1) домашньому поєдинку 3-о туру першої ліги проти овідіопольського «Дністра». Гіоргі вийшов на поле на 68-й хвилині, замінивши Сергія Політила. Єдиним голом у футболці одеситів відзначився 18 серпня 2010 року на 4-й хвилині переможного (1:0) виїзного поєдинку 2-0 попереднього раунду кубку України проти хмельницького «Динамо». Челебадзе вийшов на поле в стартовому складі, а на 54-й хвилині його замінив Лео Матос. У складі «Чорноморця» того сезону в першій лізі зіграв 7 матчів, ще 2 поєдинки (1 гол) провів у кубку України.
Напередодні початку чезону 2011/12 років виїхав до Росії, де підписав контракт з вищоліговим казанським «Рубіном», але через величезну конкуренцію в складі першої команди не зіграв у ній жодного офіційного поєдинку. Тому першу частину сезону провів в оренді в складі першолігового воронезького «Факела». В складі воронезького колективу дебютував 17 червня 2011 року в програному (0:1) виїзному поєдинку 16-о туру першого етапу проти владимирського «Торпедо».Гіоргі вийшов на поле на 77-й хвилині, замінивши Дениса Рустана. У складі «Факела» зіграв 2 матчі в Першості ФНЛ (обидва рази виходив на поле на останніх хвилинах зустрічі). Потім повернувся до Казані, де відіграв 3 матчі в першості дублерів.
У 2012 році повернувся в Грузію, де підписав контракт з першоліговим «Аделі» (Батумі), кольори якого захищав до завершення сезону (13 матчів, 6 голів). З 2012 по 2016 рік був гравцем «Шукури» (90 матчів, 48 голів). Також у 2016 році встиг зіграти 10 поєдинків у футболці «Діли» (Горі). З 2016 по 2017 рік знову виступав у «Шукурі», але вже основним гравцем не був (5 зіграних матчів).

## Кар'єра в збірній
Викликався до складу юнацьких збірних Грузії (U-17 та U-19).

## Особисте життя
Гіоргі — син відомого грузинського футболіста Реваза Челебадзе, який зараз також є агентом Гіоргі. Свого часу Реваз виступав за тбіліське «Динамо» та збірну СРСР.

## Досягнення
- Ліга Пірвелі (Група А)
  -  Чемпіон (1): 2013/14